# Jerzy Żyżyński

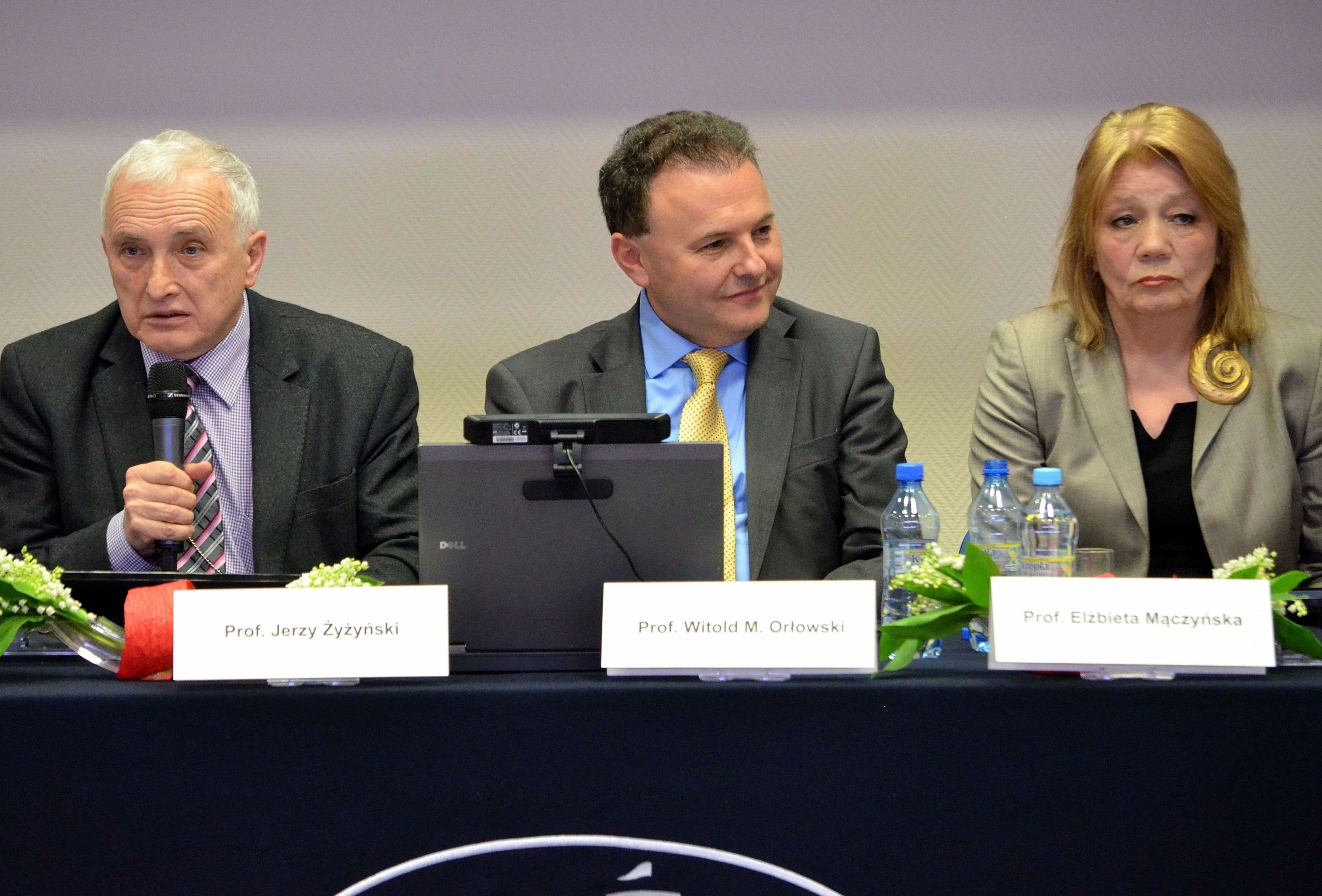
Jerzy Żyżyński z Witoldem Orłowskim i Elżbietą Mączyńską podczas konferencji w Akademii Leona Koźmińskiego (2014)

Jerzy Żyżyński (ur. 6 sierpnia 1949 w Łomży) – polski ekonomista, profesor nauk ekonomicznych. Poseł na Sejm VII i VIII kadencji, członek Rady Polityki Pieniężnej w kadencji 2016–2022.

## Życiorys
W 1972 ukończył studia na Wydziale Nauk Ekonomicznych Uniwersytetu Warszawskiego. W 1983 uzyskał stopień doktora, a w 1997 doktora habilitowanego na Wydziale Zarządzania Uniwersytetu Warszawskiego. W 2011 otrzymał tytuł naukowy profesora. W pracy naukowej zajmuje się ekonomią sektora publicznego, polityką fiskalną i polityką pieniężną oraz ich wzajemnymi relacjami. Jest autorem około 60 artykułów w czasopismach, publicystą m.in. Radia Maryja i „Obywatela”.
Odbył staże zagraniczne: na wydziale ekonomicznym Universidad de Panamá, w University of Edinburgh Management School (1992) oraz na University of Glasgow (1994). W 2002 jako profesor wizytujący wykładał w Le Moyne College w Syracuse.
Po ukończeniu studiów przez dwa lata pracował jako asystent w Instytucie Organizacji, Zarządzania i Ekonomiki Przemysłu Budowlanego. Od 1974 jest pracownikiem Wydziału Zarządzania Uniwersytetu Warszawskiego, gdzie do 1983 był asystentem, a następnie adiunktem, a od 1999 pracuje na stanowisku profesora. W latach 2000–2001 pełnił funkcję kierownika Katedry Ilościowych Metod Zarządzania. W 2002 został kierownikiem Zakładu Gospodarki Publicznej. W okresie 1992–1995 współpracował z Wyższą Szkołą Bankowości i Ubezpieczeń. Pracuje na stanowisku profesora na Wydziale Socjologii i Zarządzania Wyższej Szkoły Ekonomiczno-Humanistycznej w Skierniewicach. W latach 2000–2002 wykładał w Wyższej Szkole Organizacji i Zarządzania im. Bogdana Jańskiego.
Od 1990 do 1993 wchodził w skład Senatu Uniwersytetu Warszawskiego, a w 1997 został członkiem komisji zakładowej NSZZ „Solidarność” na Uniwersytecie Warszawskim.
W latach 1981–1985 był pracownikiem Departamentu Badań Społecznych Głównego Urzędu Statystycznego. Od 1985 do 1989 pracował jako konsultant i analityk w Centrum Badania Opinii Społecznej. Od 1988 do 1992 współpracował z Warszawską Rozgłośnią Radiową, Radiem Dla Ciebie, był autorem felietonów i komentarzy ekonomicznych.
W latach 1993–1996 pracował jako ekspert ekonomiczny w Zespole Budżetu i Finansów Biura Studiów i Ekspertyz Kancelarii Sejmu. Od 1998 do 2004 zasiadał w Radzie Społeczno-Gospodarczej przy Rządowym Centrum Studiów Strategicznych. Był ekspertem sejmowych komisji śledczych: ds. prywatyzacji PZU (2005) oraz ds. prywatyzacji sektora bankowego (2006–2007). W latach 2006–2007 zasiadał w radzie nadzorczej KGHM Polska Miedź.
W 2010 prezydent RP Lech Kaczyński powołał go na członka Narodowej Rady Rozwoju. Wszedł także w skład Komitetu Nauk Ekonomicznych Polskiej Akademii Nauk.
W wyborach w 2011 z listy Prawa i Sprawiedliwości uzyskał mandat poselski w okręgu opolskim. W wyborach w 2015 z powodzeniem ubiegał się o poselską reelekcję. 18 marca 2016 został wybrany przez Sejm na członka Rady Polityki Pieniężnej na sześcioletnią kadencję (od 30 marca 2016), w związku z czym jego mandat poselski wygasł.

## Odznaczenia
W 2002, za zasługi w pracy naukowej i dydaktycznej, został odznaczony przez prezydenta Aleksandra Kwaśniewskiego Srebrnym Krzyżem Zasługi.

## Wybrane publikacje
- Pieniądz a transformacja gospodarki, Warszawa 1998, ISBN 83-230-9966-9.
- Podstawy statystyki, Skierniewice 2001, ISBN 83-907712-8-4.
- Wstęp do problematyki uwarunkowań i funkcji polityki pieniężnej i fiskalnej, Wydawnictwo Naukowe Wydziału Zarządzania Uniwersytetu Warszawskiego, Warszawa 2002.
- Podstawy metod statystycznych dla zarządzania, Warszawa 2004, ISBN 83-89069-91-1.